# Farula davisi
Farula davisi är en nattsländeart som beskrevs av Donald G. Denning 1958. Farula davisi ingår i släktet Farula och familjen Uenoidae. Inga underarter finns listade i Catalogue of Life.